# 셰인 리스
셰인 리앤 리스(영어: Shayne Leanne Reese, 1982년 9월 15일 ~ )는 오스트레일리아의 수영 선수로, 자유형과 계영 경기에 출전한다. 2008년 베이징 올림픽에서 금메달과 동메달을 땄다.

## 같이 보기
- 올림픽 수영 여자 메달리스트 목록
- 수영 계영 400m 세계 기록 추이